# 爆走デコトラ伝説 男一匹夢街道 ― オリジナル・サウンドトラック&ヴォイスコレクション
『爆走デコトラ伝説 男一匹夢街道 ― オリジナル・サウンドトラック&ヴォイスコレクション』（ばくそうデコトラでんせつ おとこいっぴきゆめかいどう～）は、PlayStation専用ソフトウェア「爆走デコトラ伝説〜男一匹夢街道〜」の挿入歌及び効果音を収録したサウンドトラックである。1998年7月17日にファースト・スマイルエンタテインメントより発売された。

## 解説
ゲーム内で使用された演歌や挿入BGMを収録。歌唱は北岡ひろし・安藤ひろ子（現:縣ひろ子）他6名、作曲は志倉千代丸他が担当。
挿入歌のほか、ボイス、クラクション等の効果音も収録されている。

## 収録曲
☆は『真・爆走デコトラ伝説 〜天下統一頂上決戦〜』で再収録（リテイク・リメイクされた楽曲を含む）。
1. 男一匹夢街道☆ - 東名高速道路走行BGM
  - 作詞・作曲・編曲:志倉千代丸 / 歌:北岡ひろし
2. 人生博徒☆ - 関越自動車道走行BGM
  - 作詞:yoko / 作曲・編曲:河本泰治 / 歌:北岡ひろし
3. お七☆ - 名神高速道路走行BGM
  - 作詞・作曲・編曲:志倉千代丸 / 歌:安藤ひろ子
4. 夢桜☆ - 九州自動車道走行BGM
  - 作詞・作曲・編曲:志倉千代丸 / 歌:安藤ひろ子
5. 別れ道☆ - 中央自動車道走行BGM
  - 作詞:yoko / 作曲・編曲:天利英跡 / 歌:坂田真由美
6. 未練酒☆ - 東北自動車道走行BGM
  - 作詞:yoko / 作曲・編曲:天利英跡 / 歌:坂田真由美
7. 心変わり☆ - 道央自動車道走行BGM
  - 作詞・作曲・編曲:志倉千代丸 / 歌:泉敦子・山口孝美
8. 花恋唄☆ - 中国自動車道走行BGM
  - 作詞・作曲・編曲:志倉千代丸 / 歌:秋山さゆり
9. かささぎ橋[1] - エンディングテーマ
  - 作詞:木下敬太郎 / 作曲:杉本真人 / 編曲:南郷達也 / 歌:北岡ひろし
10. オープニング - メニューBGM
11. モードセレクト☆ - メニューBGM
12. トラックセレクト☆ - メニューBGM
13. 喧嘩 - 『男の華道』挿入BGM
14. 感動 - 『男の華道』挿入BGM
15. 通常 - 『男の華道』挿入BGM
16. エンディング2 - 『男の華道』挿入BGM
17. グッドエンド - 『男の華道』挿入BGM
18. デコトラ伝説SE集
19. デコトラ伝説VOICE集